# 多歧沙参
多歧沙参（学名：Adenophora wawreana）为桔梗科沙参属的植物，为中国的特有植物。分布在中国大陆的内蒙古、山西、辽宁、河北、河南等地，生长于海拔800米至2,000米的地区，多生在阴坡草丛、疏林下、灌木林中、砾石中以及岩石缝中，目前尚未由人工引种栽培。

## 异名
- Adenophora wawreana A. Zahlbr. var. lanceifolia Y. Z. Zhao